# اورتاسو
اورتاسو یکی از روستاهای استان آذربایجان شرقی است که در دهستان چاراویماق شرقی بخش شادیان شهرستان چاراویماق واقع شده‌است.این روستا ۱۰۲۹ نفر جمعیت دارد.